# Port lotniczy Salto
Port lotniczy Salto-Nueva Hesperides – jeden z urugwajskich portów lotniczych. Mieści się w mieście Salto.